# Sarcófago de Lucius Cornelius Scipio Barbatus
O sarcófago de Lúcio Cornélio Cipião Barbato, cônsul em 298 a.C., é um caixão sepulcral maciço de tufo, outrora localizado no Túmulo dos Cipiões . Ele agora encontra-se no Vestibolo Quadrato do Museu Pio-Clementine, no complexo do Museu do Vaticano .

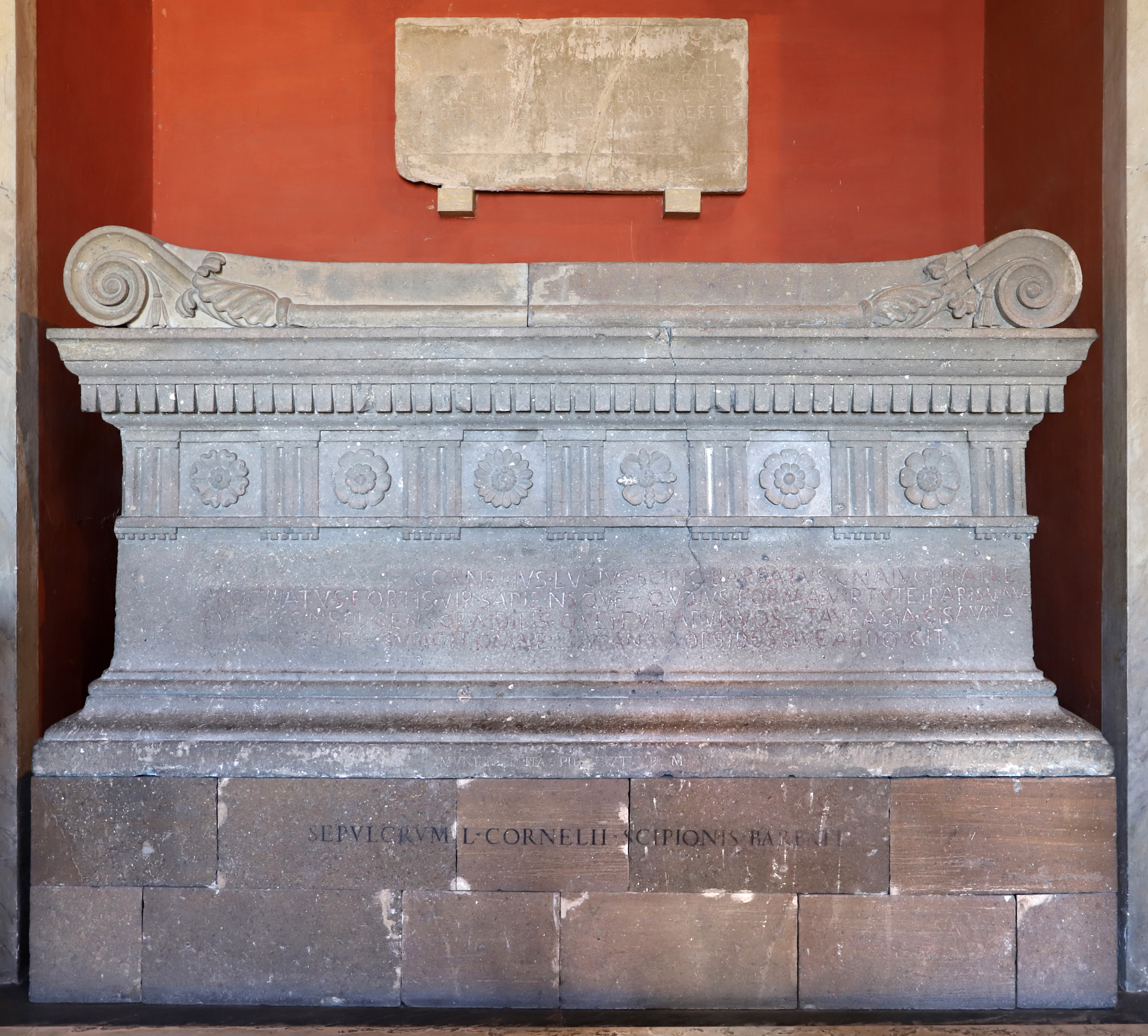
Sarcófago de Scipio Barbatus

O nome está gravado na tampa ( CIL VI 1284) e o epitáfio ( CIL VI 1285) na frente do único sarcófago intacto (alguns dos detalhes decorativos foram restaurados). As letras foram originalmente pintadas de vermelho. Um painel decorativo de estilo dórico está acima da inscrição com rosas alternando com triglifos semelhantes a colunas. A parte superior do sarcófago é modelada como uma almofada.